# Radiodoktorn
Radiodoktorn kan även avse den Peter-Paul Heinemann, programledaren för Doktorn har ordet
Radiodoktorn är ett program i Finlands rundradiobolag Yle:s ena svenska kanal Yle Vega. Startades 1994 av journalisten Jessica Edén som också varit dess långvarigaste programledare. 